# Laurent Croce
Ne pas confondre avec le footballeur Laurent Croci.
Laurent Croce est un footballeur français né le 27 août 1971 à Marseille. Il était milieu de terrain.

## Carrière
Formé à Toulon, Laurent Croce s'impose en D1 avec le FC Sochaux.
Il joue ensuite dans des divisions amateures : en National, puis en CFA / CFA2.
Au total, Laurent Croce aura joué 68 matchs en Ligue 1 et 34 matchs en Ligue 2.